# Rügge
Rügge (tiếng Đan Mạch: Rygge) là một đô thị thuộc huyện Schleswig-Flensburg, trong bang Schleswig-Holstein, nước Đức. Đô thị Rügge có diện tích 6,02 km², dân số thời điểm 31 tháng 12 năm 2006 là 237 người.